# Laphria tristis
Laphria tristis är en tvåvingeart som beskrevs av Carl Ludwig Doleschall 1857. Laphria tristis ingår i släktet Laphria och familjen rovflugor. Inga underarter finns listade i Catalogue of Life.